# 佐野陽子
佐野 陽子（さの ようこ、1931年3月15日 - ）は、日本の経済学者。専攻は、人的資源管理（元々の専攻は労働経済学）。人的資源管理は経営学の領域だが、取得学位は経済学博士。慶應義塾大学名誉教授。嘉悦大学名誉学長。ノーベル経済学賞受賞者ゲーリー・ベッカーの著作、『Human Capital』（人的資本）の邦訳を行ったことでも知られる。紫綬褒章・瑞宝中綬章受章。

## 学歴
- 1954年3月 - 慶應義塾大学経済学部卒業。
- 1957年3月 - 同大学院経済学研究科修士課程修了。
- 1959年3月 - 同経済学研究科博士課程修了。
- 1970年9月 - 同大学より経済学博士の学位を取得。学位論文は「賃金決定の計量分析」[2]。

## 職歴
- 1960年4月 - 慶應義塾大学産業研究所助手。
- 1964年9月 - イリノイ大学労使関係研究所所員（1年）。
- 1972年4月 - 慶應義塾大学商学部教授。
- 1982年7月 - オーストラリア国立大学豪日研究センター訪問教授（2ヶ月）。
- 1983年9月 - グラスゴー大学政治経済学部客員研究員（1年）。
- 1987年5月 - 日本労務学会代表理事（2年）。
- 1989年10月 - 慶應義塾大学商学部長、同大学院商学研究科委員長（2年）。
- 1992年1月 - エセック経済商科大学院訪問教授（3ヶ月）。
- 1993年9月 - フィリピン国立大学労働産業関係大学院訪問教授（半月）。
- 1994年4月 - 慶應義塾評議員。
- 1996年4月 - 慶應義塾大学名誉教授。
- 1996年4月 - 東京国際大学商学部教授。
- 1996年7月 - クランフィールド経営大学院訪問教授（2ヶ月）。
- 2001年4月 - 嘉悦大学学長、同経営経済学部教授。
- 2005年4月 - 嘉悦大学名誉学長。

## 受賞歴
- 1971年11月 日本経済図書文化賞
- 1982年11月 慶應義塾賞
- 1997年11月 紫綬褒章
- 2005年5月 瑞宝中綬章

## 所属学会
- 日本経済学会 1960年－
- 日本労務学会 1984年－
- 日本労使関係研究協会 1985年－
- 日本交渉学会 1986年－
- 日本年金学会 1990年－
- Industrial Relations Research Association 1985年－
- Human Resource Planning Society 1993年－
- Academy of Management 1997年－

## 主な著作
- 1961年　『第二次大戦前における規模別賃金格差資料』　慶應義塾大学 産業研究所
- 1969年　『賃金交渉の行動科学 : 賃金波及のしくみ』　東洋経済新報社　佐野陽子, 小池和男, 石田英夫 編
- 1970年　『賃金決定の計量分析』　東洋経済新報社
- 1971年　『中小企業の賃金決定』　東洋経済新報社　佐野陽子, 石田英夫, 井上詔三 著
- 1972年　『女子労働の経済学』　日本労働協会
- 1976年　『人的資本－教育を中心とした理論的・経験的分析』　東洋経済新報社　ゲーリー・ベッカー著　佐野陽子訳
- 1978年　『労働移動の研究 : 就業選択の行動科学』　総合労働研究所　石田英夫 [ほか]編著
- 1981年　『労働経済学（共著）』　労働総合研究所
- 1981年　『賃金と雇用の経済学』　中央経済社
- 1982年　『労働市場と情報（共著）』　慶應通信
- 1983年　『賃金交渉の行動分析 : パターンセッターの相場決定とその波及』　 慶應義塾大学
- 1983年　『Japanese and Australian labour markets / Keith Hancock and Yoko Sano.』　Research School of Pacific Studies, Australian National University
- 1985年　『高齢化社会における人的資源管理の新しい課題』　慶応義塾大学
- 1987年　『「働き蜂」社会はこう変わる－問われる日本型労働時間』　東洋経済新報社　小野旭共著
- 1987年　『今後の女子労働力の展望と社会的影響』　通信事業教育振興会
- 1989年　『企業内労働市場』　有斐閣
- 1991年　『中小企業の賃金決定』　東洋経済新報社　石田英夫、井上詔三共著
- 1991年　『変貌する金融機関と人材』　東洋経済新報社　石田英夫、重里俊行共著
- 1993年　『ホワイトカラーのキャリア管理－上場企業500社調査による』　中央経済社　川喜多喬共著
- 1993年　『多層化するホワイトカラーのキャリア : 変わる企業の人材管理』　高年齢者雇用開発協会　佐野陽子, 川喜多喬, 鈴木不二一, 小島浩, 中川正志, 近藤美智子, 堀内和明, 下田健人 著
- 1995年　『ヒューマン・リソース・マネジメント』　日本労使関係協会
- 1995年　『Human resource management in Japan』　Keio University Press　translated by Charles T. Tackney
- 1997年　『日本の人的資源慣行にかんする最新課題（共著）』　日本労働研究機構
- 1997年　『Frontiers of Japanese human resource practices』　Japan Institute of Labour　edited by Yoko Sano, Motohiro Morishima, Atsushi Seike
- 1999年　『人と企業を活かすルールしばるルール－これからの労働法制を考える』　中央経済社　八代充史、宮本安美共著
- 2001年　『ジェンダー・マネジメント－21世紀型男女共創企業に向けて』　東洋経済新報社　志野澄人、嶋根政充共著
- 2005年　『働く女性の履歴書－無名のウーマンパワー』　朝陽会　佐田節子共著
- 2007年　『はじめての人的資源マネジメント』　有斐閣
- 2009年　『ドバイのまちづくり―地域開発の知恵と発想』　慶應義塾大学出版会
- 2011年　『東日本大震災そのときあなたは?アンケート : 東京圏・都会派女性たちのそのとき』　サノックス　佐野陽子 編
- 2013年　『しゅうとめ佐野まつ江@びっくり家政学』　サノックス
- 2014年　『真夏の空は青かった : 戦後70年たってわかったこと』　サノックス　佐野陽子 編
- 2018年　『奥浅草地図から消えた吉原と山谷』　サノックス　佐野陽子, 江原晴郎 著